# Nordhausen
Nordhausen (Nordhouse en français) est une ville allemande, située au pied sud du massif de Harz dans le Land de Thuringe. Ancienne ville libre d'Empire et membre de l'union des Lutherstädte, Nordhausen est le chef-lieu de l'arrondissement de Nordhausen.

## Géographie
La ville est située sur les cuestas du Trias inférieur (Buntsandstein) au sud du massif de Harz, à une altitude de 180 à 260 mètres. Les rivières Zorge et Salza, affluents de la Helme, traversent la zone urbaine. Avec une population d'environ 40 000 habitants, Nordhausen est la septième ville de Thuringe, après la capitale Erfurt (à 61 kilomètres au sud), Iéna, Gera, Weimar, Gotha et Eisenach. Elle se trouve à environ 60 kilomètres à l'est de Göttingen, à 81 kilomètres à l'ouest de Halle-sur-Saale, à 87 kilomètres au sud de Brunswick et à 91 kilomètres au sud-ouest de Magdebourg.

### Quartiers
En plus du centre-ville, le territoire communal comprend 18 localités :
| - Bielen - Buchholz - Herreden - Hesserode - Hochstedt - Hörningen | - Krimderode - Leimbach - Petersdorf - Rodishain - Rüdigsdorf - Salza | - Steigerthal - Steinbrücken - Stempeda - Sundhausen |

## Histoire
| Appartenances historiques Saint-Empire (Ville libre) 1220-1802 Royaume de Prusse 1802–1807 Royaume de Westphalie 1807–1813 Royaume de Prusse (Province de Saxe) 1815–1918 Empire allemand 1871–1918 République de Weimar 1918–1933 Reich allemand 1933–1945 Allemagne occupée 1945–1949 République démocratique allemande 1949–1990 Allemagne 1990–présent |

Au Ve siècle, la région appartenait probablement au domaine des Thuringes qui fut soumis et incorporé aux royaumes francs en 531.
La localité de Nordhusa, site d'un palais carolingien, fut mentionnée pour la première fois dans un acte délivré par le roi Louis le Germanique le 18 mai 876. Le château fut reconstruit sous le règne de Henri l'Oiseleur, duc de Saxe depuis 912. Il resta l'une de ses résidences préférées après sa nomination comme roi de Francie orientale en 919. Son fils cadet Henri Ier de Bavière y naquit peu après. Veuve d'Henri l'Oiseleur, Mathilde fonda au château une communauté de chanoinesses laïques (Frauenstift)  en 961. Quelques années plus tard, le domaine de Nordhausen faisait partie de la dot énumérée dans l'acte de mariage de l'impératrice Théophano.
Au XIIe siècle, une colonie des marchands se développa autour de l'église paroissiale de Saint-Nicolas. Mais la ville fut dévastée durant les affrontements armés entre l'empereur Frédéric Barberousse et le duc Henri le Lion autour de l'an 1180. Le conflit qui oppose les deux dynasties des Welf et des Hohenstaufen (« guelfes et gibelins ») prit fin avec le mariage du fils de Henri, l'empereur Otton IV, et la petite-fille de Frédéric Barberousse, Béatrice de Souabe, le 22 juillet 1212 à Nordhausen.
La cité fut élevée au rang de ville d'Empire par le roi Frédéric II de Hohenstaufen le 27 juillet 1220. L'immédiateté impériale fut confirmée par le roi Rodolphe Ier de Habsbourg en 1290. Les tentatives d'occupation par les comtes de Schwarzbourg, les comtes de Stolberg et de nombreux autres nobles familles restèrent vaines. Nordhausen rejoint le Cercle de Basse-Saxe en 1500.

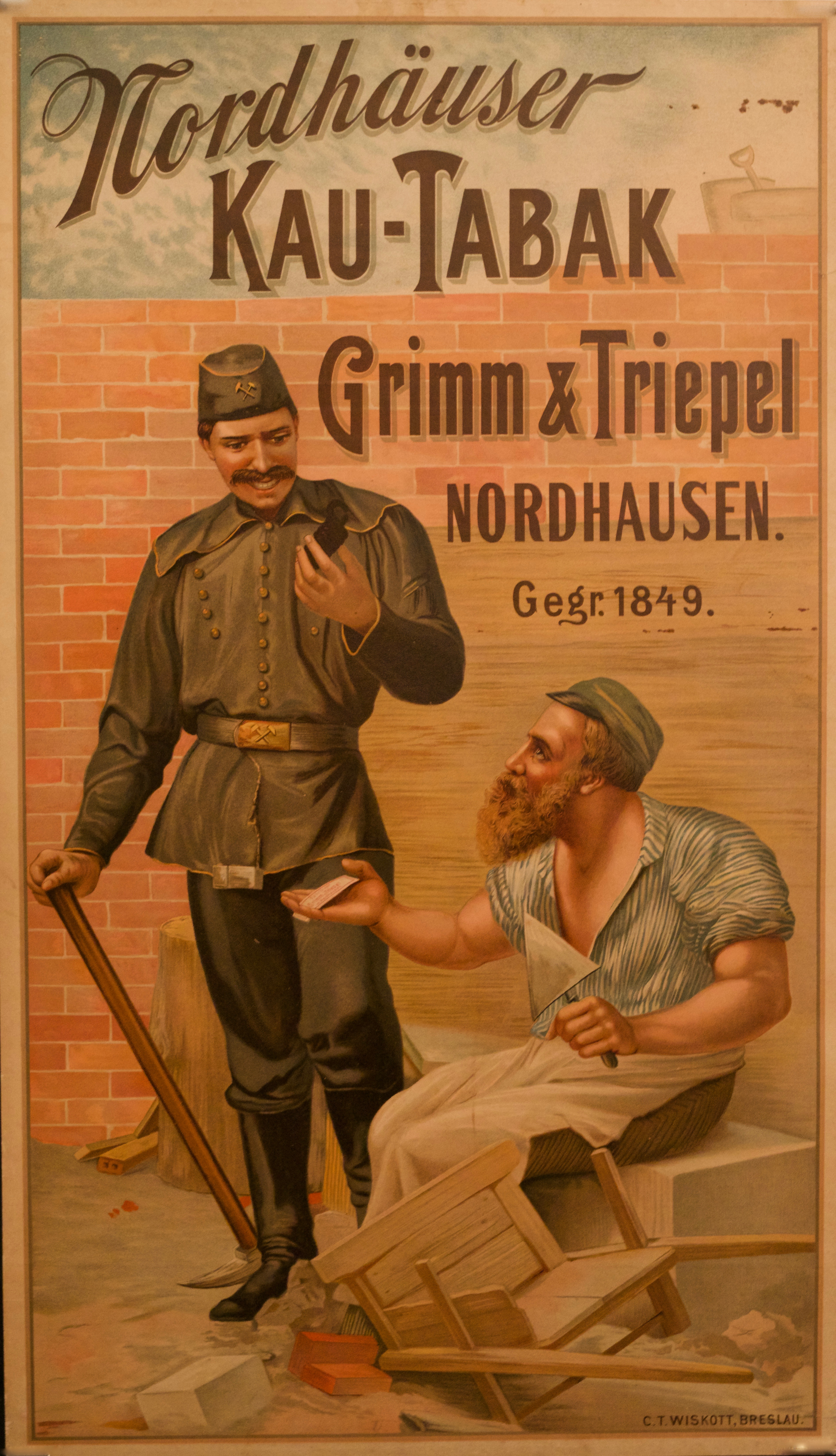
Publicité historique pour le Tabac à mâcher de Grimm & Triepel Kruse (1895)

Au début des Temps Modernes, la ville devient un centre de production d'eaux-de-vie (spiritueux), de tabac à mâcher et d'huile de vitriol. La Réforme protestante se développe à partir de 1523, propulsée par les prédications de Thomas Müntzer.
Au cours du Recès d'Empire, en 1802, Nordhausen perdit le statut de ville d'Empire et échut au royaume de Prusse. Ayant fait partie du royaume de Westphalie pendant les guerres napoléoniennes, l'appartenance à la Prusse fut renforcée par les résolutions du congrès de Vienne en 1815. La ville fut incorporée au district d'Erfurt, au sein de la province de Saxe.
En 1937, un site de construction de missiles V1 et V2 (Aggregat 4) est installé à l'instigation du régime nazi. À la suite des bombardements de la base militaire de Peenemünde ; une usine souterraine dénommée « Mittelwerk » (« usine du centre ») est aménagée à Nordhausen en août 1943, à proximité du camp de concentration de Dora. Les bombardements stratégiques durant la Seconde Guerre mondiale, notamment par le Royal Air Force Bomber Command au 3 et au 4 avril 1945, entraînent la destruction d'une grande partie de la ville qui est prise par des unités du 7e corps de la 1re armée des États-Unis une semaine plus tard.
Jusqu'en 1990, Nordhausen faisait partie du district d'Erfurt, l'une des subdivisions administratives de la République démocratique allemande, créé lors de la réforme territoriale de 1952 en remplacement de l'ancien Land de Thuringe.

## Démographie
Évolution de la population de 1802 à 2004
| 1802 - 1946 - 1802 - 8 355 - 1821 - 9 900 - 1840 - 12 000 - 1880 - 26 198 - 1890 - 26 847 - 1933 - 37 635 - 1939 - 42 316 - 1946 - 32 848 | 1950 - 1996 - 1950 - 39 452 - 1960 - 39 768 - 1981 - 47 121 - 1984 - 47 176 - 1986 - 47 681 - 1994 - 48 028 - 1995 - 47 324 - 1996 - 46 750 | 1997 - 2004 - 1997 - 46 650 - 1998 - 46 192 - 1999 - 46 057 - 2000 - 45 633 - 2001 - 45 196 - 2002 - 44 701 - 2003 - 44 311 - 2004 - 43 894 |

## Transports
La gare de Nordhausen est un important nœud de communication pour les communications avec Halle et Cassel-Wilhelmshöhe, et également le terminus de la Harzquerbahn traversant la montagne à Wernigerode au nord. La ville possède un réseau de transports en commun composé tout d'abord de nombreuses lignes de bus, et de trois lignes de trammway, dont une en tram-train, qui dessert toutes les communes jusqu'à Ilfeld (Harztor) au nord.
Le tronçon de la Bundesautobahn 38 reliant Göttingen et Leipzig est situé au sud de la ville. La Bundesstraße 4 (Bad Harzburg–Erfurt) traverse la zone urbaine.

## Jumelages

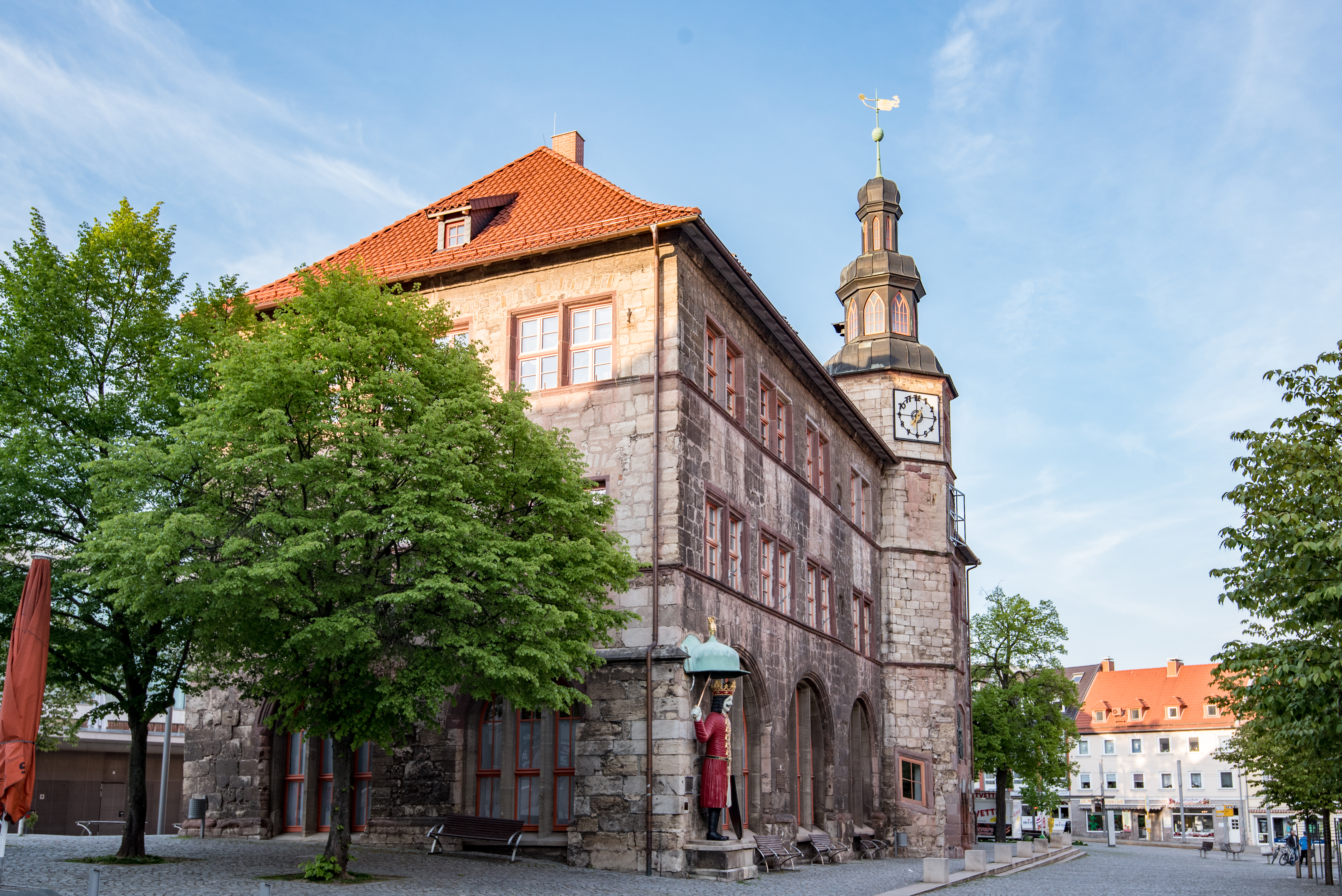
La vieille mairie.

La ville de Nordhausen est jumelée avec:
- Bet Shemesh (Israël) depuis 1992
- Bochum (Allemagne) depuis 1990
- Charleville-Mézières (France) depuis 1978
- Sangerhausen (Allemagne) depuis 2008
- Sondershausen (Allemagne) depuis 2004
- Ostrów Wielkopolski (Pologne) depuis 1983

## Personnalités liées à la commune
- Gottlieb Gerhard Titius (1661–1714), jurisconsulte ;
- Friedrich Christian Lesser (1692–1754), théologien et naturaliste ;
- Wilhelm Gesenius (1786–1842), philologue et orientaliste ;
- Friedrich Thimme (1868–1938), historien et éditeur politique ;
- Ruth Hildegard Geyer-Raack (1894-1975), designeuse et peintre murale
- Oswald Teichmüller (1913–1943), mathématicien ;
- Hellmuth Unger (1891–1953), médecin et écrivain ;
- Karlheinz Schreiber (né en 1934), industriel, lobbyiste, trafiquant d'armes1 et homme d'affaires ;
- Rolf Kalmuczak (1938–2007), écrivain ;
- Lothar de Maizière (né en 1940), homme politique, premier et dernier Premier ministre démocratiquement élu de la RDA ;
- Gerd Lossdörfer (né en 1943), athlète, spécialiste du 400 mètres haies ;
- Volker Beck (né en 1956), champion olympique sur 400 m haies en 1980 ;
- Gitta Escher (née en 1957), gymnaste artistique ;
- Ariane Friedrich (née en 1984), athlète spécialiste du saut en hauteur.
- Laura Engelmann (née en 2000), mannequin et playmate